# Hamilton (Iowa)
Hamilton – miejscowość w Stanach Zjednoczonych, w stanie Iowa, w hrabstwie Marion. W 2000 roku, miejscowość liczyła 144 mieszkańców.